# Авдотьино (Спасский сельсовет, Вологодский район)
Авдотьино — деревня в Вологодском районе Вологодской области.
Входит в состав Спасского сельского поселения, с точки зрения административно-территориального деления — в Спасский сельсовет.
Расстояние по автодороге до районного центра Вологды — 12 км, до центра муниципального образования Непотягово — 2 км. Ближайшие населённые пункты — Конищево, Юрово, Непотягово, Дмитриевское, Пилатово.

## Население
| 2010 |
| ---- |
| 0    |